# Muve Recordings
Muve Recordings ist ein Schweizer Musiklabel aus Zürich. Ein musikalischer Schwerpunkt ist nicht auszumachen, im Repertoire finden sich Veröffentlichungen von Künstlern aus den Bereichen Hip-Hop und Rap wie auch aus der Rockmusik oder dem House.

## Veröffentlichungen (Auswahl)
- 1999: P-27 – Dr Einzig Wäg
- 2002: DJ Antoine – DJ Antoine (Kompilation)
- 2006: Electroboy – 50mg
- 2006: Vanessa Edita – Z'Debü[1]
- 2007: Underclassmen – UnderClassic
- 2011: Gimma –  Mensch Si
- 2013: Dawn Driven – Didn’t Come Here To Lose[2]